# Copa Davis de 1979
A Copa Davis de 1979 foi a 68ª edição do mais importante torneio do tênis masculino de seleções. Participaram da competição 53 equipes, sendo 29 na Zona Europeia, 13 na Zona Americana e 10 na Zona do Leste.
Os Estados Unidos venceram a Argentina na final da Zona Americana, a Austrália derrotou a Nova Zelândia na final da Zona Oriental e Itália e Tchecoslováquia venceram os grupos da Zona Europeia. No Interzonal, Estados Unidos e Itália venceram seus jogos, fazendo a final no San Francisco Civic Auditorium em San Francisco, Califórnia, Estados Unidos, entre os dias 14 e 16 de dezembro, com vitória dos norte-americanos. 

## Zona Americana

### América do Norte e Central

#### Fase Preliminar
- Canadá
- Caribe
- Colômbia — avançou para a Chave Principal
- México — avançou para a Chave Principal
- Venezuela

#### Chave Principal
Times
- Colômbia
- México
- Estados Unidos — avançou para a Final Interzonal americana

### América do Sul

#### Fase Preliminar
Times
- Argentina — avançou para a Chave Principal
- Bolívia
- Brasil — avançou para a Chave Principal
- Equador
- Peru
- Uruguai

#### Chave Principal
Times
- Argentina — avançou para a Final Interzonal americana
- Brasil
- Chile

### Final
| Estados Unidos 4 | Racquet Club of Memphis, Memphis, TN, Estados Unidos 14-16 de setembro carpete (indoor) | Racquet Club of Memphis, Memphis, TN, Estados Unidos 14-16 de setembro carpete (indoor) | Argentina 1 |     |      |     |     |            |
| \| \| \| \| 1 \| 2 \| 3 \| 4 \| 5 \| \| \| - \| \| ------------------------------------------------------- \| --- \| --- \| ---- \| --- \| --- \| ---------- \| \| 1 \| \| Vitas Gerulaitis José Luis Clerc \| 6 1 \| 7 5 \| 6 1 \| \| \| \| \| 2 \| \| John McEnroe Guillermo Vilas \| 6 2 \| 6 3 \| 6 2 \| \| \| \| \| 3 \| \| Bob Lutz / Stan Smith José Luis Clerc / Guillermo Vilas \| 2 6 \| 4 6 \| 11 9 \| 6 4 \| 6 1 \| \| \| 4 \| \| John McEnroe José Luis Clerc \| 6 2 \| 6 3 \| \| \| \| \| \| 5 \| \| Vitas Gerulaitis Guillermo Vilas \| 7 9 \| 3 0 \| \| \| \| retirou-se \| |                                                                                         |                                                                                         |             |     |      |     |     |            |
| |                                                                                         |                                                                                         | 1           | 2   | 3    | 4   | 5   |            |
| 1 | Estados Unidos · Argentina                                                              | Vitas Gerulaitis José Luis Clerc                                                        | 6 1         | 7 5 | 6 1  |     |     |            |
| 2 | Estados Unidos · Argentina                                                              | John McEnroe Guillermo Vilas                                                            | 6 2         | 6 3 | 6 2  |     |     |            |
| 3 | Estados Unidos · Argentina                                                              | Bob Lutz / Stan Smith José Luis Clerc / Guillermo Vilas                                 | 2 6         | 4 6 | 11 9 | 6 4 | 6 1 |            |
| 4 | Estados Unidos · Argentina                                                              | John McEnroe José Luis Clerc                                                            | 6 2         | 6 3 |      |     |     |            |
| 5 | Estados Unidos · Argentina                                                              | Vitas Gerulaitis Guillermo Vilas                                                        | 7 9         | 3 0 |      |     |     | retirou-se |

## Zona do Leste (Oriental)

### Qualificatório
- Taipé Chinês — avançou para a Fase Preliminar
- Malásia
- Paquistão — avançou para a Fase Preliminar
- Coreia do Sul

### Fase Preliminar
Times
- Taipé Chinês
- Indonésia — avançou para a Chave Principal
- Paquistão — avançou para a Chave Principal
- Filipinas

### Chave Principal
Times
- Austrália
- Índia
- Indonésia
- Japão
- Nova Zelândia
- Paquistão

### Final
| Nova Zelândia 2 | Wilding Park, Christchurch, Nova Zelândia 16-19 de março grama | Wilding Park, Christchurch, Nova Zelândia 16-19 de março grama | Austrália 3 |     |     |     |   |  |
| \| \| \| \| 1 \| 2 \| 3 \| 4 \| 5 \| \| \| - \| \| ------------------------------------------------------- \| --- \| --- \| --- \| --- \| - \| \| \| 1 \| \| Onny Parun Mark Edmondson \| 3 6 \| 6 3 \| 6 3 \| 6 2 \| \| \| \| 2 \| \| Russell Simpson John Alexander \| 4 6 \| 6 4 \| 5 7 \| 4 6 \| \| \| \| 3 \| \| Onny Parun / Russell Simpson John Alexander / Phil Dent \| 4 6 \| 7 9 \| 3 6 \| \| \| \| \| 4 \| \| Russell Simpson Mark Edmondson \| 3 6 \| 2 6 \| 4 6 \| \| \| \| \| 5 \| \| Onny Parun John Alexander \| 7 5 \| 6 3 \| 6 3 \| \| \| \| |                                                                |                                                                |             |     |     |     |   |  |
| |                                                                |                                                                | 1           | 2   | 3   | 4   | 5 |  |
| 1 | Nova Zelândia · Austrália                                      | Onny Parun Mark Edmondson                                      | 3 6         | 6 3 | 6 3 | 6 2 |   |  |
| 2 | Nova Zelândia · Austrália                                      | Russell Simpson John Alexander                                 | 4 6         | 6 4 | 5 7 | 4 6 |   |  |
| 3 | Nova Zelândia · Austrália                                      | Onny Parun / Russell Simpson John Alexander / Phil Dent        | 4 6         | 7 9 | 3 6 |     |   |  |
| 4 | Nova Zelândia · Austrália                                      | Russell Simpson Mark Edmondson                                 | 3 6         | 2 6 | 4 6 |     |   |  |
| 5 | Nova Zelândia · Austrália                                      | Onny Parun John Alexander                                      | 7 5         | 6 3 | 6 3 |     |   |  |

## Zona Europeia

### Zona A

#### Fase Preliminar
Times
- Áustria — avançou para a Chave Principal
- Dinamarca
- Egito
- Finlândia
- Grécia
- Itália — avançou para a Chave Principal
- Mónaco
- Marrocos
- Polônia — avançou para a Chave Principal
- Portugal
- União Soviética
- Espanha — avançou para a Chave Principal

#### Chave Principal
Times
- Áustria
- Reino Unido
- Hungria
- Itália
- Polônia
- Espanha

#### Final
| Itália 4 | Foro Italico, Roma, Itália 14-16 de setembro saibro | Foro Italico, Roma, Itália 14-16 de setembro saibro           | Grã-Bretanha 1 |      |     |   |   |  |
| \| \| \| \| 1 \| 2 \| 3 \| 4 \| 5 \| \| \| - \| \| ------------------------------------------------------------- \| --- \| ---- \| --- \| - \| - \| \| \| 1 \| \| Adriano Panatta Christopher Mottram \| 0 6 \| 4 6 \| 4 6 \| \| \| \| \| 2 \| \| Corrado Barazzutti John Lloyd \| 6 1 \| 6 4 \| 6 4 \| \| \| \| \| 3 \| \| Corrado Barazzutti / Antonio Zugarelli Mark Cox / David Lloyd \| 7 5 \| 10 8 \| 6 1 \| \| \| \| \| 4 \| \| Adriano Panatta John Lloyd \| 6 3 \| 6 2 \| 6 3 \| \| \| \| \| 5 \| \| Corrado Barazzutti Christopher Mottram \| 8 6 \| 7 5 \| \| \| \| \| |                                                     |                                                               |                |      |     |   |   |  |
| |                                                     |                                                               | 1              | 2    | 3   | 4 | 5 |  |
| 1 | Itália · Reino Unido                                | Adriano Panatta Christopher Mottram                           | 0 6            | 4 6  | 4 6 |   |   |  |
| 2 | Itália · Reino Unido                                | Corrado Barazzutti John Lloyd                                 | 6 1            | 6 4  | 6 4 |   |   |  |
| 3 | Itália · Reino Unido                                | Corrado Barazzutti / Antonio Zugarelli Mark Cox / David Lloyd | 7 5            | 10 8 | 6 1 |   |   |  |
| 4 | Itália · Reino Unido                                | Adriano Panatta John Lloyd                                    | 6 3            | 6 2  | 6 3 |   |   |  |
| 5 | Itália · Reino Unido                                | Corrado Barazzutti Christopher Mottram                        | 8 6            | 7 5  |     |   |   |  |

### Zona B

#### Qualificatório
- Irã — avançou para a Fase Preliminar
- Turquia

#### Fase Preliminar
Times
- Bélgica
- França — avançou para a Chave Principal
- Irã
- Irlanda
- Israel
- Países Baixos
- Nigéria
- Noruega
- Romênia — avançou para a Chave Principal
- Suíça — avançou para a Chave Principal
- Alemanha Ocidental — avançou para a Chave Principal
- Iugoslávia

#### Chave Principal
Times
- Tchecoslováquia
- França
- Romênia
- Suécia
- Suíça
- Alemanha Ocidental

#### Final
| Tchecoslováquia 3 | Stvanice Stadium, Praga, Tchecoslováquia 14-16 de setembro saibro | Stvanice Stadium, Praga, Tchecoslováquia 14-16 de setembro saibro | Suécia 2 |     |     |     |     |            |
| \| \| \| \| 1 \| 2 \| 3 \| 4 \| 5 \| \| \| - \| \| ----------------------------------------------------- \| ---- \| --- \| --- \| --- \| --- \| ---------- \| \| 1 \| \| Tomáš Šmíd Kjell Johansson \| 6 4 \| 6 3 \| 6 2 \| \| \| \| \| 2 \| \| Ivan Lendl Björn Borg \| 4 6 \| 5 7 \| 2 6 \| \| \| \| \| 3 \| \| Jan Kodeš / Tomáš Šmíd Ove Nils Bengtson / Björn Borg \| 2 6 \| 6 3 \| 6 4 \| 6 0 \| \| \| \| 4 \| \| Ivan Lendl Kjell Johansson \| 8 10 \| 6 4 \| 6 4 \| 4 6 \| 6 1 \| \| \| 5 \| \| Tomáš Šmíd Per Hjertquist \| 3 5 \| \| \| \| \| retirou-se \| |                                                                   |                                                                   |          |     |     |     |     |            |
| |                                                                   |                                                                   | 1        | 2   | 3   | 4   | 5   |            |
| 1 | Checoslováquia · Suécia                                           | Tomáš Šmíd Kjell Johansson                                        | 6 4      | 6 3 | 6 2 |     |     |            |
| 2 | Checoslováquia · Suécia                                           | Ivan Lendl Björn Borg                                             | 4 6      | 5 7 | 2 6 |     |     |            |
| 3 | Checoslováquia · Suécia                                           | Jan Kodeš / Tomáš Šmíd Ove Nils Bengtson / Björn Borg             | 2 6      | 6 3 | 6 4 | 6 0 |     |            |
| 4 | Checoslováquia · Suécia                                           | Ivan Lendl Kjell Johansson                                        | 8 10     | 6 4 | 6 4 | 4 6 | 6 1 |            |
| 5 | Checoslováquia · Suécia                                           | Tomáš Šmíd Per Hjertquist                                         | 3 5      |     |     |     |     | retirou-se |

## Interzonal
|  | Primeira rodada 5-8 de outubro/small> | Primeira rodada 5-8 de outubro/small> | Primeira rodada 5-8 de outubro/small> |        |     | Final 14-16 de dezembro | Final 14-16 de dezembro | Final 14-16 de dezembro |  |
|  |                                       |                                       |                                       |        |     |                         |                         |                         |  |
|  | AME                                   | Estados Unidos                        | 4                                     |        |     |                         |                         |                         |  |
|  | AME                                   | Estados Unidos                        | 4                                     |        |     |                         |                         |                         |  |
|  | EAS                                   | Austrália                             | 1                                     |        |     |                         |                         |                         |  |
|  | EAS                                   | Austrália                             | 1                                     |        | AME | Estados Unidos          | 5                       |                         |  |
|  |                                       |                                       |                                       |        | AME | Estados Unidos          | 5                       |                         |  |
|  |                                       |                                       | EUR-A                                 | Itália | 0   |                         |                         |                         |  |
|  | EUR-B                                 | Tchecoslováquia                       | EUR-A                                 | Itália | 0   | 1                       |                         |                         |  |
|  | EUR-B                                 | Tchecoslováquia                       |                                       |        |     |                         |                         |                         |  |
|  | EUR-A                                 | Itália                                | 4                                     |        |     |                         |                         |                         |  |

### Primeira Rodada
| Austrália 1 | White City Stadium, Sydney, Austrália 5-8 de outubro grama | White City Stadium, Sydney, Austrália 5-8 de outubro grama | Estados Unidos 4 |       |      |     |     |  |
| \| \| \| \| 1 \| 2 \| 3 \| 4 \| 5 \| \| \| - \| \| ------------------------------------------------ \| --- \| ----- \| ---- \| --- \| --- \| \| \| 1 \| \| Mark Edmondson Vitas Gerulaitis \| 8 6 \| 16 14 \| 8 10 \| 3 6 \| 3 6 \| \| \| 2 \| \| John Alexander John McEnroe \| 7 9 \| 2 6 \| 7 9 \| \| \| \| \| 3 \| \| John Alexander / Phil Dent Bob Lutz / Stan Smith \| 9 7 \| 6 4 \| 6 4 \| \| \| \| \| 4 \| \| John Alexander Vitas Gerulaitis \| 7 5 \| 4 6 \| 6 8 \| 2 6 \| \| \| \| 5 \| \| Mark Edmondson John McEnroe \| 3 6 \| 4 6 \| \| \| \| \| |                                                            |                                                            |                  |       |      |     |     |  |
| |                                                            |                                                            | 1                | 2     | 3    | 4   | 5   |  |
| 1 | Austrália · Estados Unidos                                 | Mark Edmondson Vitas Gerulaitis                            | 8 6              | 16 14 | 8 10 | 3 6 | 3 6 |  |
| 2 | Austrália · Estados Unidos                                 | John Alexander John McEnroe                                | 7 9              | 2 6   | 7 9  |     |     |  |
| 3 | Austrália · Estados Unidos                                 | John Alexander / Phil Dent Bob Lutz / Stan Smith           | 9 7              | 6 4   | 6 4  |     |     |  |
| 4 | Austrália · Estados Unidos                                 | John Alexander Vitas Gerulaitis                            | 7 5              | 4 6   | 6 8  | 2 6 |     |  |
| 5 | Austrália · Estados Unidos                                 | Mark Edmondson John McEnroe                                | 3 6              | 4 6   |      |     |     |  |

| Itália 4 | Foro Italico, Roma, Itália 5-7 de outubro saibro | Foro Italico, Roma, Itália 5-7 de outubro saibro          | Tchecoslováquia 1 |     |     |     |     |  |
| \| \| \| \| 1 \| 2 \| 3 \| 4 \| 5 \| \| \| - \| \| --------------------------------------------------------- \| --- \| --- \| --- \| --- \| --- \| \| \| 1 \| \| Corrado Barazzutti Tomáš Šmíd \| 1 6 \| 6 3 \| 1 6 \| 6 3 \| 5 7 \| \| \| 2 \| \| Adriano Panatta Ivan Lendl \| 6 4 \| 1 6 \| 6 0 \| 6 0 \| \| \| \| 3 \| \| Paolo Bertolucci / Adriano Panatta Jan Kodeš / Tomáš Šmíd \| 6 8 \| 6 2 \| 6 1 \| 6 2 \| \| \| \| 4 \| \| Corrado Barazzutti Ivan Lendl \| 4 6 \| 6 1 \| 6 2 \| 3 6 \| 7 5 \| \| \| 5 \| \| Adriano Panatta Tomáš Šmíd \| 6 3 \| 6 2 \| \| \| \| \| |                                                  |                                                           |                   |     |     |     |     |  |
| |                                                  |                                                           | 1                 | 2   | 3   | 4   | 5   |  |
| 1 | Itália · Checoslováquia                          | Corrado Barazzutti Tomáš Šmíd                             | 1 6               | 6 3 | 1 6 | 6 3 | 5 7 |  |
| 2 | Itália · Checoslováquia                          | Adriano Panatta Ivan Lendl                                | 6 4               | 1 6 | 6 0 | 6 0 |     |  |
| 3 | Itália · Checoslováquia                          | Paolo Bertolucci / Adriano Panatta Jan Kodeš / Tomáš Šmíd | 6 8               | 6 2 | 6 1 | 6 2 |     |  |
| 4 | Itália · Checoslováquia                          | Corrado Barazzutti Ivan Lendl                             | 4 6               | 6 1 | 6 2 | 3 6 | 7 5 |  |
| 5 | Itália · Checoslováquia                          | Adriano Panatta Tomáš Šmíd                                | 6 3               | 6 2 |     |     |     |  |

### Final
| Estados Unidos 5 | San Francisco Civic Auditorium, San Francisco, CA, Estados Unidos 14-16 de dezembro carpete (indoor) | San Francisco Civic Auditorium, San Francisco, CA, Estados Unidos 14-16 de dezembro carpete (indoor) | Itália 0 |       |     |   |   |            |
| \| \| \| \| 1 \| 2 \| 3 \| 4 \| 5 \| \| \| - \| \| -------------------------------------------------------- \| --- \| ----- \| --- \| - \| - \| ---------- \| \| 1 \| \| Vitas Gerulaitis Corrado Barazzutti \| 6 2 \| 3 2 \| \| \| \| retirou-se \| \| 2 \| \| John McEnroe Adriano Panatta \| 6 2 \| 6 3 \| 6 4 \| \| \| \| \| 3 \| \| Bob Lutz / Stan Smith Paolo Bertolucci / Adriano Panatta \| 6 4 \| 12 10 \| 6 2 \| \| \| \| \| 4 \| \| John McEnroe Antonio Zugarelli \| 6 4 \| 6 3 \| 6 1 \| \| \| \| \| 5 \| \| Vitas Gerulaitis Adriano Panatta \| 6 1 \| 6 3 \| 6 3 \| \| \| \| | | |          |       |     |   |   |            |
| | | | 1        | 2     | 3   | 4 | 5 |            |
| 1 | Estados Unidos · Itália                                                                              | Vitas Gerulaitis Corrado Barazzutti                                                                  | 6 2      | 3 2   |     |   |   | retirou-se |
| 2 | Estados Unidos · Itália                                                                              | John McEnroe Adriano Panatta                                                                         | 6 2      | 6 3   | 6 4 |   |   |            |
| 3 | Estados Unidos · Itália                                                                              | Bob Lutz / Stan Smith Paolo Bertolucci / Adriano Panatta                                             | 6 4      | 12 10 | 6 2 |   |   |            |
| 4 | Estados Unidos · Itália                                                                              | John McEnroe Antonio Zugarelli                                                                       | 6 4      | 6 3   | 6 1 |   |   |            |
| 5 | Estados Unidos · Itália                                                                              | Vitas Gerulaitis Adriano Panatta                                                                     | 6 1      | 6 3   | 6 3 |   |   |            |

| CAMPEÃO                   |
| Copa Davis de 1979        |
| ------------------------- |
| Estados Unidos 26º título |

## Fonte
- «Página oficial da Davis Cup» (em inglês)